# Femsjøen

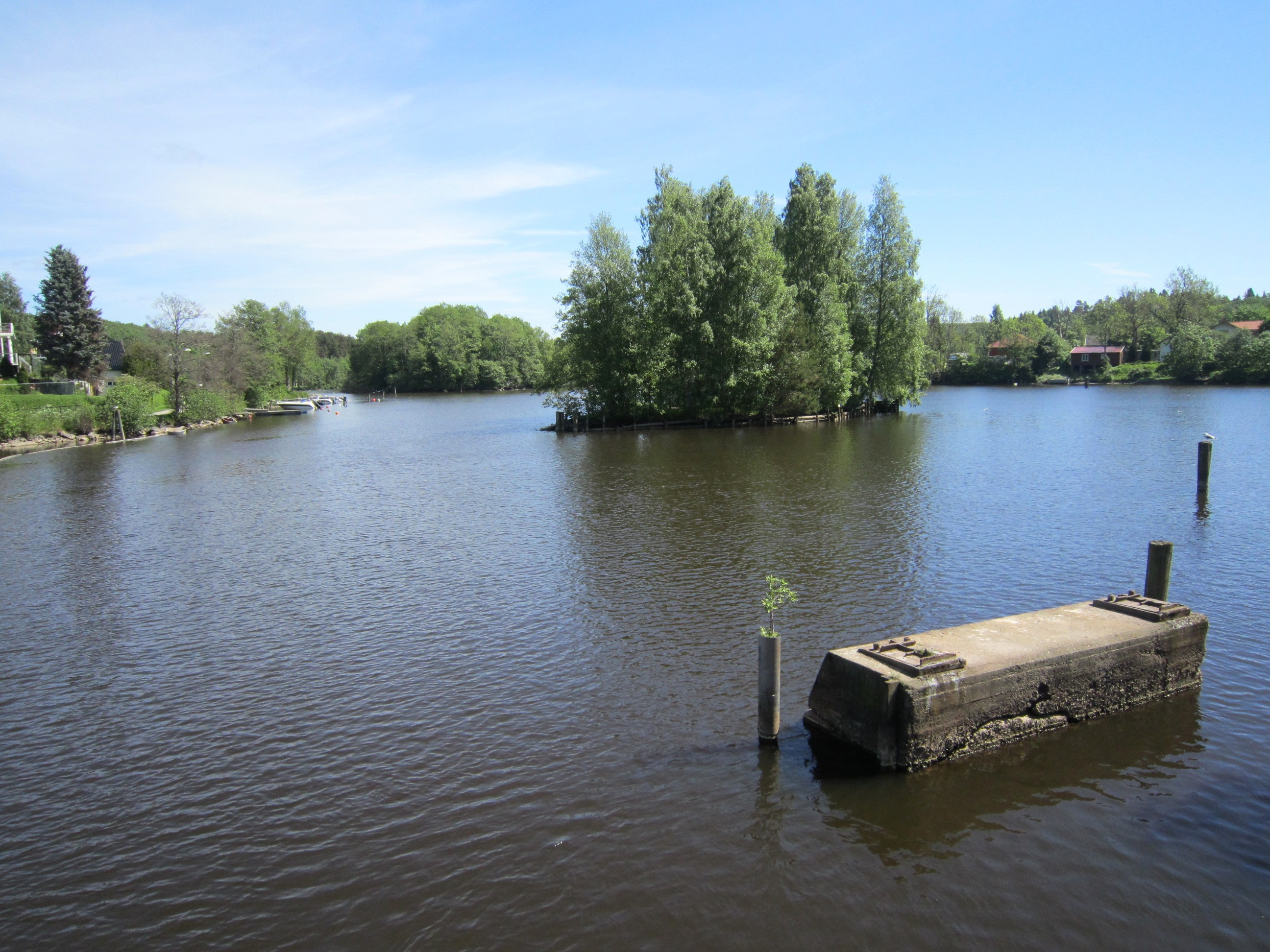
Femsjøen vid Tistedal

Femsjøen är en insjö i Haldens kommun i Norge. Den mäter 11 kvadratkilometer och ligger 79 meter över havsnivån. Femsjøen är en av staden Haldens dricksvattenstäkter. Sjön avvattnas genom älven Tista som rinner genom Tistedalen.